# Convento de Madre de Dios (Sanlúcar de Barrameda)
El convento de Madre de Dios de la ciudad española de Sanlúcar de Barrameda, en la andaluza provincia de Cádiz es un convento de monjas dominicas. Forma parte del Conjunto histórico-artístico de Sanlúcar de Barrameda y de la Ciudad-convento de Sanlúcar de Barrameda.
La comunidad llegó a Sanlúcar en 1480 por mediación de Enrique Pérez de Guzmán y Meneses, II Duque de Medina Sidonia y su esposa Leonor de Rivera y Mendoza. Sin embargo el actual edificio data de finales del siglo XVI, cuando al ser usado como lugar de retiro por Leonor de Sotomayor y Zúñiga, Condesa de Niebla y su nieta Leonor de Guzmán, el convento se vio favorecido por las iniciativas de la Casa de Medina Sidonia a través de una amplia reforma. 

## Vinculación con América
En este convento profesaron dos hijas de Hernán Cortés, María y Catalina. Religiosas naturales de la localidad de Sanlúcar fundaron el primer convento dominico en América, en la isla de Santo Domingo.

## Descripción del edificio
Este convento, costeado por la citada condesa, madre del Alonso Pérez de Guzmán el Bueno y Zúñiga VII Duque de Medina Sidonia, presenta una bella portada labrada en piedra de estilo manierista. La puerta de medio punto está flanqueada por pares de columnas corintias acanaladas, en cuyos intercolumnios se abren hornacinas en forma de venera que contienen figuras de santos dominicos. En las enjutas aparecen los escudos de los Pérez de Guzmán y de los Zúñiga. Sobre el entablamento cabalga un frontón curvilíneo partido, en cuyo centro se abre una hornacina flanqueada por pilastras cajeadas, que contiene una imagen de la Virgen, titular del templo, coronada por un frontón recto. En la fachada del lado del Evangelio la iglesia tiene dos puertas laterales que se utilizaban para entrar y salir en determinadas procesiones, lo que se trata de una característica frecuente en algunos conventos femeninos. En el caso de este convento, las puertas de sencillas líneas neoclásicas fueron obra del arquitecto Torcuato Benjumeda. 
En el interior de la iglesia destaca la cúpula ubicada sobre el presbiterio decorada con casetones y con relieves en la clave, el retablo mayor barroco, los retablos laterales, el púlpito y un amplio conjunto de arte religioso mueble. 